# War (švédská hudební skupina)
War (česky válka) byl švédský metalový projekt založený roku 1995 ve švédském městě Stockholm členy kapel Ophthalamia, Dark Funeral a Hypocrisy. Skupina hrála tzv. raw black metal (ultrarychlý syrový black), mezi hlavní témata patřil satanismus, válka a nenávist.
Kapela vydala jedno EP a jedno studiové album, poté zanikla. V roce 2001 vyšla kompilace We Are... Total War, která obsahovala skladby z předchozího EP a LP.
Skladba „War“ byla přítomna na CD kompilaci In Conspiracy With Satan - A Tribute To Bathory z roku 1998 (No Fashion Records/Hellspawn Records), která vyšla jako tribute album na počet švédské legendární kapely Bathory.

## Logo
Logo kapely je vyvedeno v gotickém písmu, charakteristickém pro black metalové kapely.

## Diskografie
- Total War (EP, 1997)[1]
- We Are War (LP, 1999) - obsahuje coververzi skladby Bombenhagel německé thrash metalové kapely Sodom
- We Are... Total War (kompilační album 2001, jako Total War)